# Tramlijn Drieschouwen - Kloosterzande
De Tramlijn Drieschouwen - Kloosterzande, was een tramlijn in Zeeuws-Vlaanderen. Vanuit Drieschouwen liep de lijn via Axel en Zaamslag naar Kloosterzande.

## Geschiedenis
De lijn werd geopend in 1916 door de Zeeuwsch-Vlaamsche Tramweg-Maatschappij. In Drieschouwen was er aansluiting op de lijn IJzendijke - Drieschouwen en de lijn Drieschouwen - Moerbeke. In Kloosterzande was er aansluiting op de stoomtram Hulst-Walsoorden. Vanaf 1 augustus 1948 wordt het reizigersvervoer gestaakt, in september 1949 wordt ook het goederenvervoer stilgelegd en de lijn opgebroken.

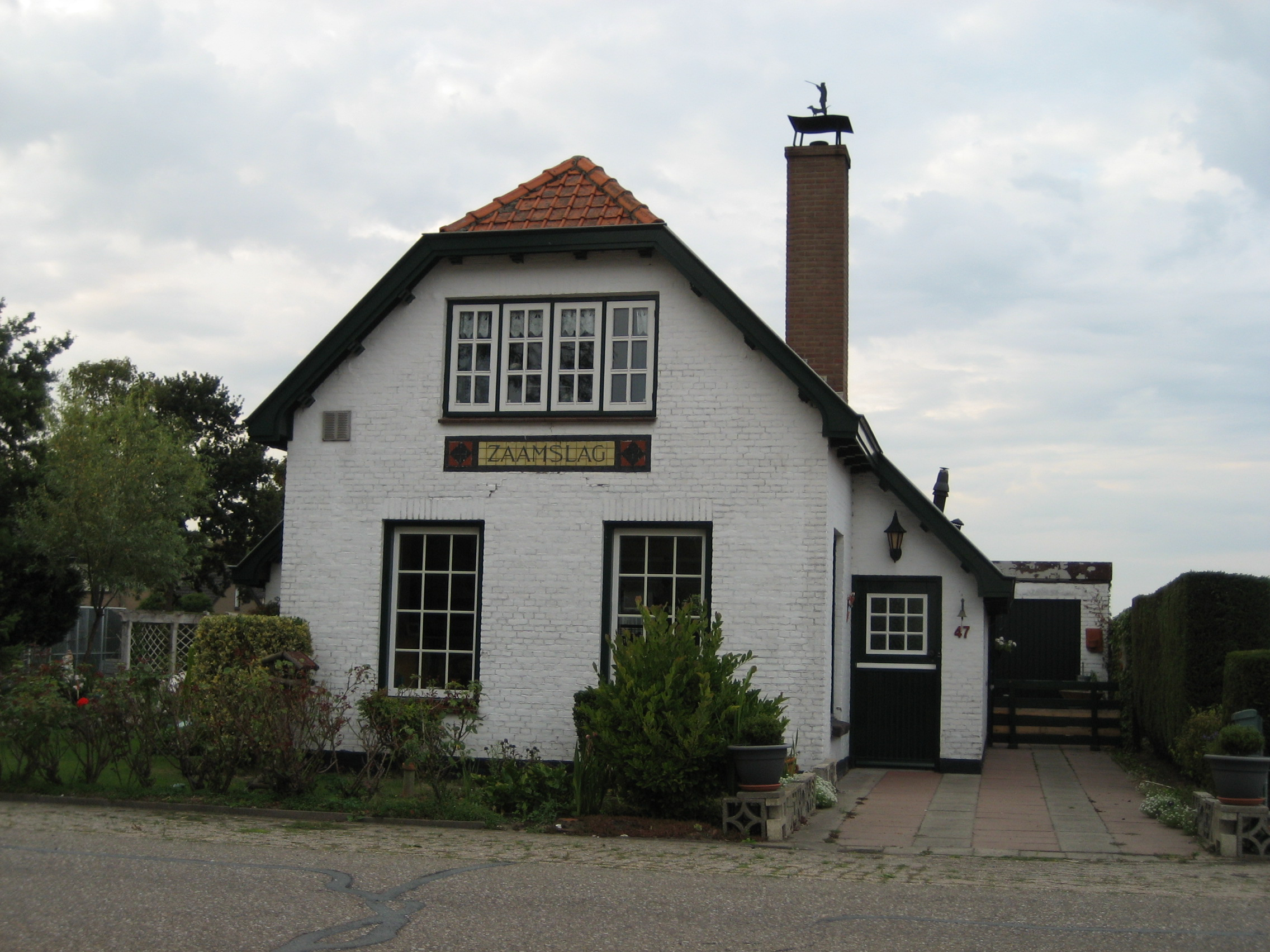
Voormalig ZVTM-station van Zaamslag